# سیل ۲۰۲۴ اسپانیا
در ۲۹ اکتبر ۲۰۲۴، بارانی سیل آسا ناشی از یک منطقه کم فشار باعث شد بارشی بیشتر از مقدار یک سال فقط در مدت کوتاهی در چندین منطقه در جنوب شرقی اسپانیا، از جمله والنسیا، کاستیا-لامانچا و اندلس ببارد. سیل ناشی از آن منجر به خسارت های جانی و مالی قابل توجهی شد.

## تاریخچه
سیلاب‌های عظیم در تاریخ والنسیا از قرن چهاردهم تا به امروز ثبت شده‌اند. یکی از مهم‌ترین آن‌ها در سال ۱۹۵۷ به دلیل پدیده‌ای به نام سردچال رخ داد که منجر به طغیان شدید رودخانه توریا شد. سردچال در اسپانیا به باران‌های سنگین پاییزی اطلاق می‌شود. این سیلاب منجر به مرگ حداقل ۸۱ نفر شد. در واکنش به این فاجعه، دولت فرانسیسکو فرانکو تصمیم گرفت مسیر رودخانه توریا را به سه کیلومتری جنوب شهر والنسیا منتقل کند تا از تکرار چنین وقایعی جلوگیری شود. در سپتامبر ۲۰۱۹ نیز سیلابی دیگر جان شش نفر را در وگا باجا دل سگورا گرفت و به همین دلیل، دولت شیما پوج واحد اضطراری والنسیا را برای مقابله با سیلاب‌های آتی تأسیس کرد، اما دولت جدید کارلوس مازون این واحد را به دلیل هزینه‌های اضافی غیرضروری دانست و آن را تعطیل کرد.

## گاه‌شمار
در تاریخ ۲۵ اکتبر ۲۰۲۴، هواشناس AEMET، خوان خسوس گونزالس آلمان، هشدار داد که سردچال پیش‌رو ممکن است به یک طوفان شدید تبدیل شود. این هشدار در شبکه اجتماعی X با تمسخر و تهمت به اغراق و بزرگ‌نمایی روبه‌رو شد. چند روز بعد، در تاریخ ۲۹ اکتبر، سردچال باعث وقوع سیلاب ناگهانی و ویرانگر در بخش‌های جنوبی و جنوب شرقی اسپانیا، به‌ویژه در منطقه والنسیا شد. در ساعت ۶:۴۲ صبح، سازمان هواشناسی اسپانیا هشدار نارنجی برای جنوب والنسیا صادر کرد و بیست دقیقه بعد بندر والنسیا تعطیلی خود را اعلام کرد. با شدت گرفتن بارش‌ها، هشدار قرمز نیز برای داخل والنسیا صادر شد و وضعیت به سطح هشدار بالا رسید.
تا ساعت ۱۱:۳۰ صبح، سیلاب منطقه چیوا را دربر گرفت و نزدیک به ۵۰۰ میلی‌متر باران در آنجا بارید. در این زمان، سرویس‌های اضطراری به شهرداری‌های مجاور رودخانه ماگرو هشدار دادند و نیم ساعت بعد، ماگرو در اوتیل طغیان کرد و شهرهای اطراف با سیلاب‌های شدید مواجه شدند. با ادامه بارش، سیستم‌های برق و تلفن در مناطق آسیب‌دیده قطع شد و مقامات به دلیل خطر بسیار بالا تمامی کارکنان خود را به خانه فرستادند. شدت جریان در دره پویو به حدود ۲۳۰۰ متر مکعب در ثانیه رسید و تا عصر روز حادثه، گزارش‌های متعددی از وقوع خسارات گسترده منتشر شد.
در ساعت ۱۳:۰۰، رئیس والنسیا، کارلوس مازون، در یک کنفرانس خبری اعلام کرد که این طوفان تا ساعت ۱۸:۰۰ کاهش می‌یابد. اما برخلاف پیش‌بینی‌ها، سیلاب تا شب ادامه داشت و تا ساعت ۱۸:۰۰ شهر توریس رکورد جدیدی از بارندگی را به ثبت رساند. جریان پویو نیز به شدت افزایش یافت و بسیاری از مردم به دنبال پناهگاه در بزرگراه یا مراکز خرید بودند. در نهایت، تخریب پل‌ها و زیرساخت‌ها موجب ایجاد بحران گسترده‌ای در منطقه شد و بسیاری از مردم جان خود را از دست دادند.
در ساعت ۲۰:۱۱، دولت والنسیا هشدارهای تلفن همراه را فعال کرد و از شهروندان خواست در خانه بمانند. پس از آن، واحد اضطراری نظامی اسپانیا به منطقه والنسیا اعزام شد. رئیس‌جمهور مازون تا ساعت ۲۱:۰۰ مجدداً ظاهر شد و وضعیت را «بی‌سابقه» توصیف کرد. در نیمه‌شب ۳۰ اکتبر، توییت قبلی که کاهش طوفان را پیش‌بینی کرده بود، حذف شد.

## نگارخانه

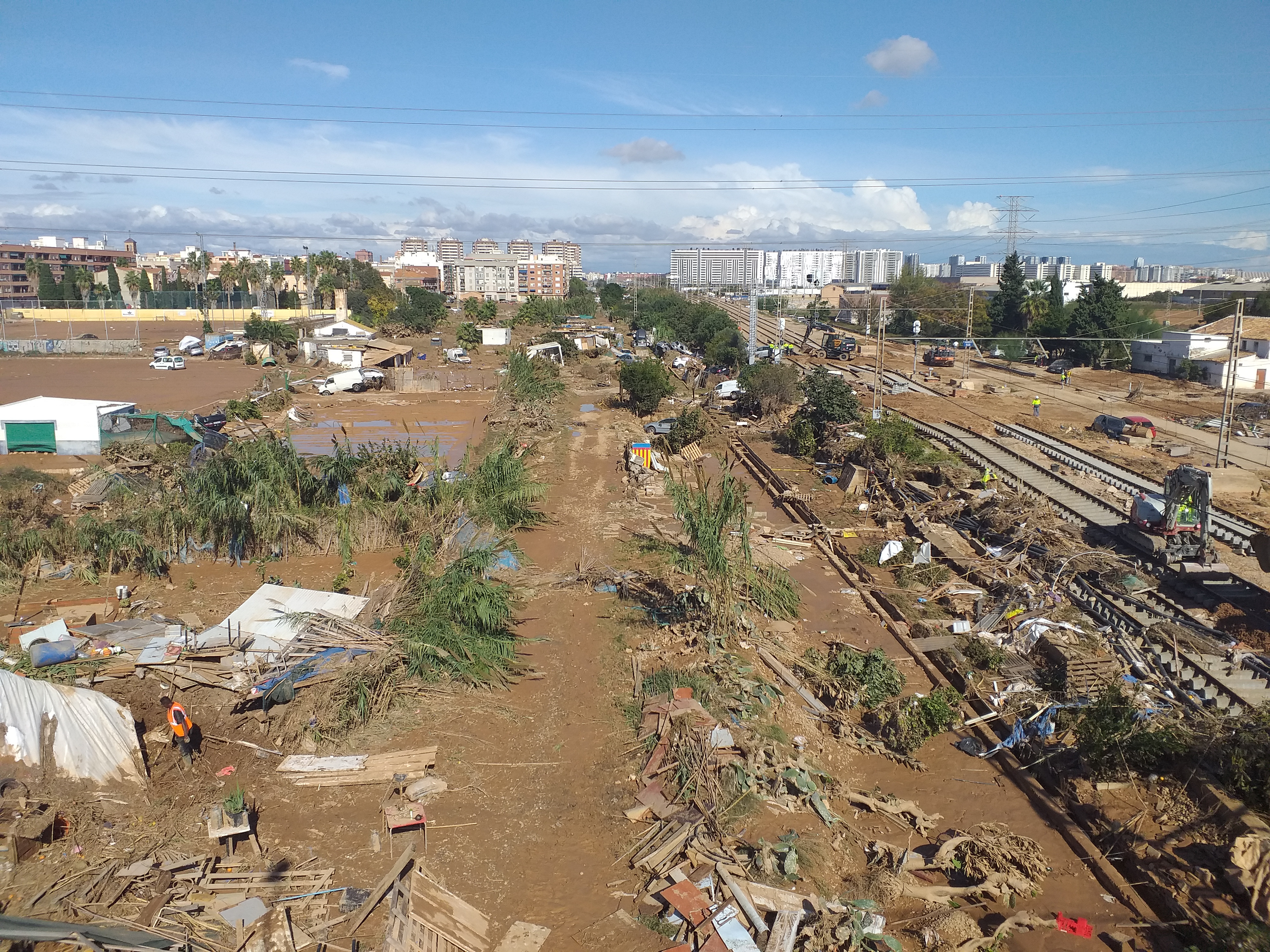

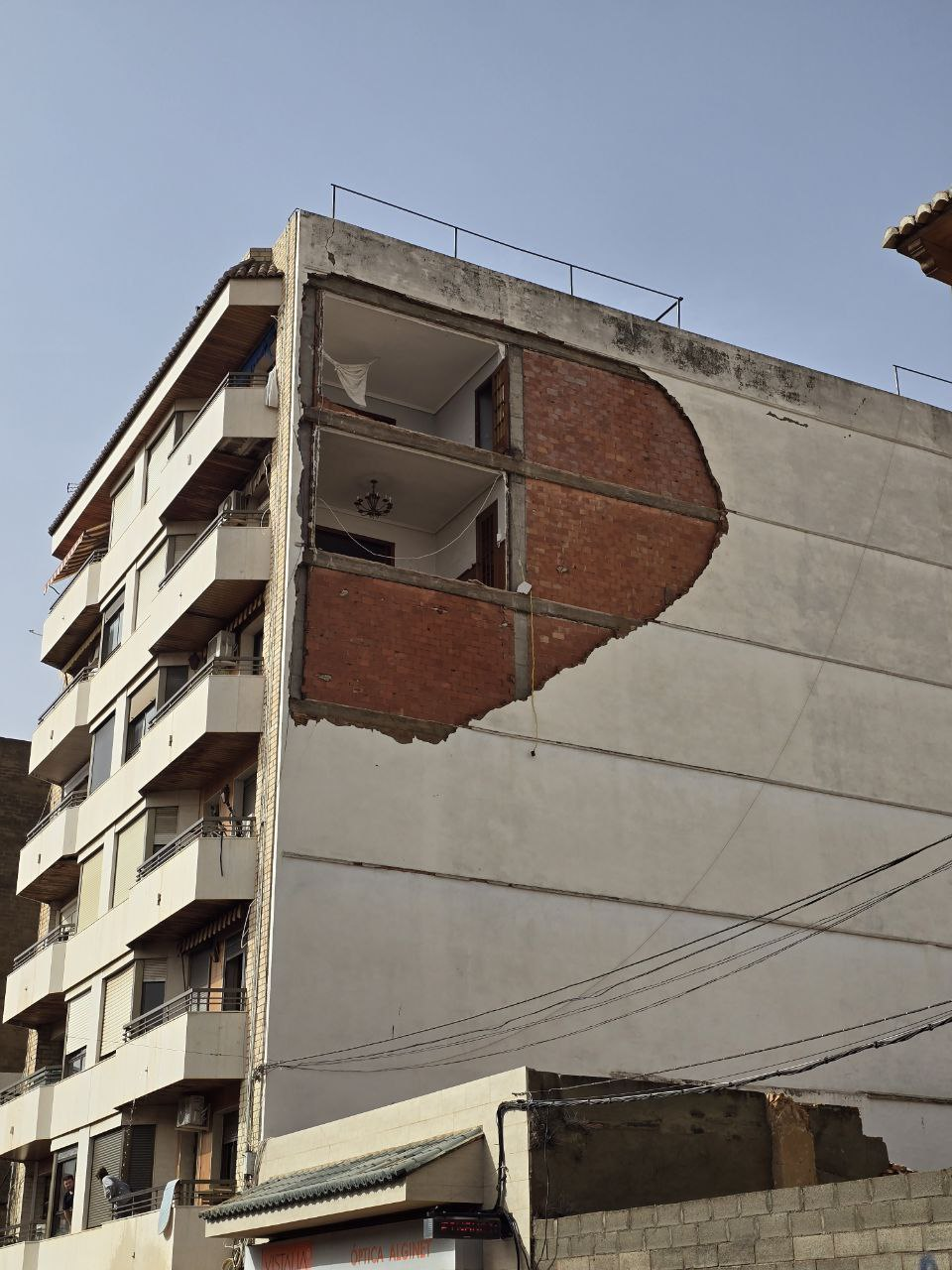

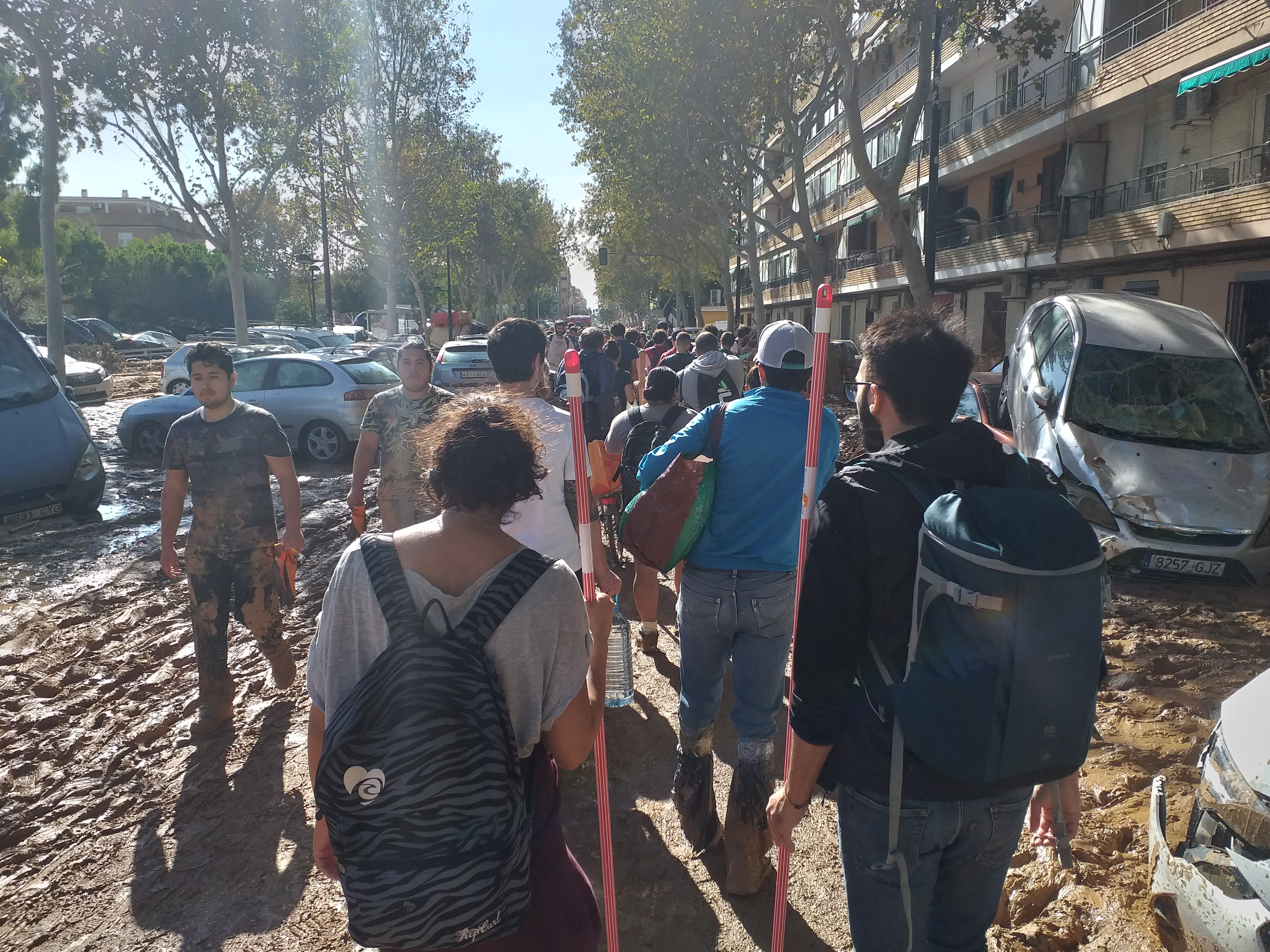